# Homosexualidad en la adolescencia

Bandera del Orgullo LGBT

La adolescencia es una etapa de la vida caracterizada por fuertes cambios, tanto a nivel psicológico como a nivel físico; los jóvenes, durante esta etapa, buscan encontrarse a sí mismos y definirse. En esta búsqueda de sí mismo entra la búsqueda y el descubrimiento de su propia sexualidad, que está marcada por aspectos como la orientación sexual. Los jóvenes homosexuales, pues, aparte de tener que enfrentarse a los problemas comunes, también deben enfrentarse a la problemática de aceptarse a sí mismos.
De este modo, los estudios indican que hasta el 50 % de los jóvenes homosexuales masculinos se sienten rechazados por sus padres y entorno, así pues, los especialistas recomiendan que los jóvenes homosexuales acudan a grupos de apoyo para que puedan ser ayudados en su camino hacia la aceptación.

## Formación de la identidad

### Identidad sexual
El adoptar una identidad sexual es un proceso complejo y prolongado, por cual los adolescentes tardan años en conseguir esta identidad por completo. Algunos jamás lo logran. Mas los adolescentes homosexuales, además de cumplir con las tareas propias de este periodo y enfrentar la crisis que esto implica, deben experimentar discriminación y los mensajes violentos en sus familias, compañeros de escuela y la comunidad

### Comparaciones
Durante la formación de la identidad (y, básicamente, en toda la adolescencia), uno de los hechos más frecuentes es la comparación con el grupo de iguales. De manera que los adolescentes comparan sus cuerpos, su relación con sus padres, sus sentimientos y sus capacidades de socialización y relación. En muchos de los casos, se presentan disyuntivas entre sus pensamientos y el de sus iguales; de esta manera, las dudas y confusiones aparecen, acarreando un gran grado de miedo y desconcierto.
De igual modo, durante la adolescencia suelen experimentarse ciertas situaciones "homosexuales". En la misma búsqueda para reconocer su sexualidad, la gran mayoría de los adolescentes experimentan juegos sexuales con sus amigos del mismo sexo, acarreándoles el cuestionamiento de su sexualidad;[cita requerida] sin embargo, el adolescente debe saber que la homosexualidad no se define por conductas aisladas, sino como la continua interacción o atracción sexual, afectiva, emocional y sentimental hacia individuos del mismo sexo.
Culturalmente, la homosexualidad es una condición poco aceptada, especialmente en sociedades muy conservadoras. El adoptar una identidad sexual es un proceso complejo y prolongado, por lo cual los adolescentes tardan años en conseguir expresar esta identidad por completo; inclusive, algunos jamás lo logran.

### Modelo de Richard Troiden
Richard R. Troiden, en 1979, esquematizó la formación de la identidad homosexual en cuatro etapas. Según Troiden solamente una pequeña porción de todas las personas que han tenido experiencias homosexuales adopta identidades gais o lesbianas. Así pues, las cuatro etapas de Troiden dicen:
| Estadio de Troiden       | Características | Edad                                                  |
| ------------------------ | --- | ----------------------------------------------------- |
| Sensibilización          | La persona se siente diferente a sus pares. Las bromas y el "etiquetamiento negativo" hacen que se internalice el proceso y se forme un mal autoconcepto                                                                                   | Antes de la pubertad.                                 |
| Confusión                | Se comienza a reconocer sensaciones y comportamientos que podrían etiquetarse como "homosexual". Hay una gran confusión por los nuevos impulsos que comienzan a sentir y que se reconocen como socialmente denigrantes.                    | Mujer 18 años Hombre 17 años                          |
| Asumir la identidad      | En esta etapa se reduce el aislamiento social, aumentando el contacto con otras personas homosexuales. La tarea principal de esta etapa es aprender a manejar el estigma social y, generalmente, se vive sin el apoyo familiar.            | Mujer 21-23 años Hombre 19-21 años                    |
| Integración y compromiso | Se integra la homosexualidad en todos los aspectos de sus vidas, lo que se refleja en las elecciones de vida y en el amor. Se consolida la identificación con otros grupos, observándose un incremento de la autosatisfacción y felicidad. | Mujer 22-23 años Hombre 21-24 años No todos lo logran |

Así pues, todas las áreas descritas por Troiden se caracterizan por un gran nivel de estrés. Las estrategias más utilizadas por los adolescentes para manejar estas emociones son:
1. Negación: El individuo percibe impulsos y sentimientos que continuamente niega.
2. Evitación: Existe la conciencia de impulsos y sentimientos homosexuales en el individuo, por lo tanto, éste evita situaciones que pudiesen desencadenar dichos impulsos y sentimientos. Como por ejemplo ir a la playa o al gimnasio.
3. Reparación: El individuo intenta corregir aquellos comportamientos o sentimientos que considera homosexuales para comportarse como un heterosexual. Muchos exageran conductas que consideran heterosexuales para demostrar (y demostrarse a sí mismos) que sí les gustan las personas del sexo opuesto.

### Contradicción del Modelo de Troiden
Un cuestionario hecho por José Moral de la Rubia sobre la “Orientación sexual en adolescentes y jóvenes de 12 a 29 años” que como objetivo quiere describir los datos sobre la identidad sexual de la juventud mexicana, elaborando un cuestionario el cual está integrado por dos secciones una de hogar y vivienda y otra de opinión, también involucra preguntas específicamente hacia acciones homosexuales.
La hipótesis del cuestionario de Moral “La mayor proporción de homosexualidad será en hombre” resultó ser cierta, al igual que la hipótesis “Se espera que la identidad homosexual se asocie con las relaciones homosexuales y enamoramiento homosexuales” resultó ser cierta también.
Con los resultados vistos en el cita anterior, se produjo una contradicción hacia las etapas de la homosexualidad según Troiden en el ámbito de edades. Dada la situación de la diferencia de años, donde Troiden funda las etapas en el 1989, y el cuestionario se realiza en el 2011. Porque ya que supuestamente vivimos en un mundo donde la “discriminación ha minimizado”, y cada años aumenta la cantidad de adolescentes que ya conocen su orientación sexual en edades menores . Y puede ser que en años que están por venir las edades de la Etapa de Troiden se tengan que editar nuevamente.
Moral en el artículo sobre la orientación sexual de adolescentes de 12 a 29 años explica sobre una posibilidad que produjo los resultados bajos en la homosexualidad que son: La cultura latina siendo ya culturalmente homofóbica y la poderosa influencia judeocristiana, por lo cual al ser enfrentados con el cuestionario pudieran sentir temor a su contestación y exponen una falsedad por miedo.

## La adolescencia y la orientación homosexual

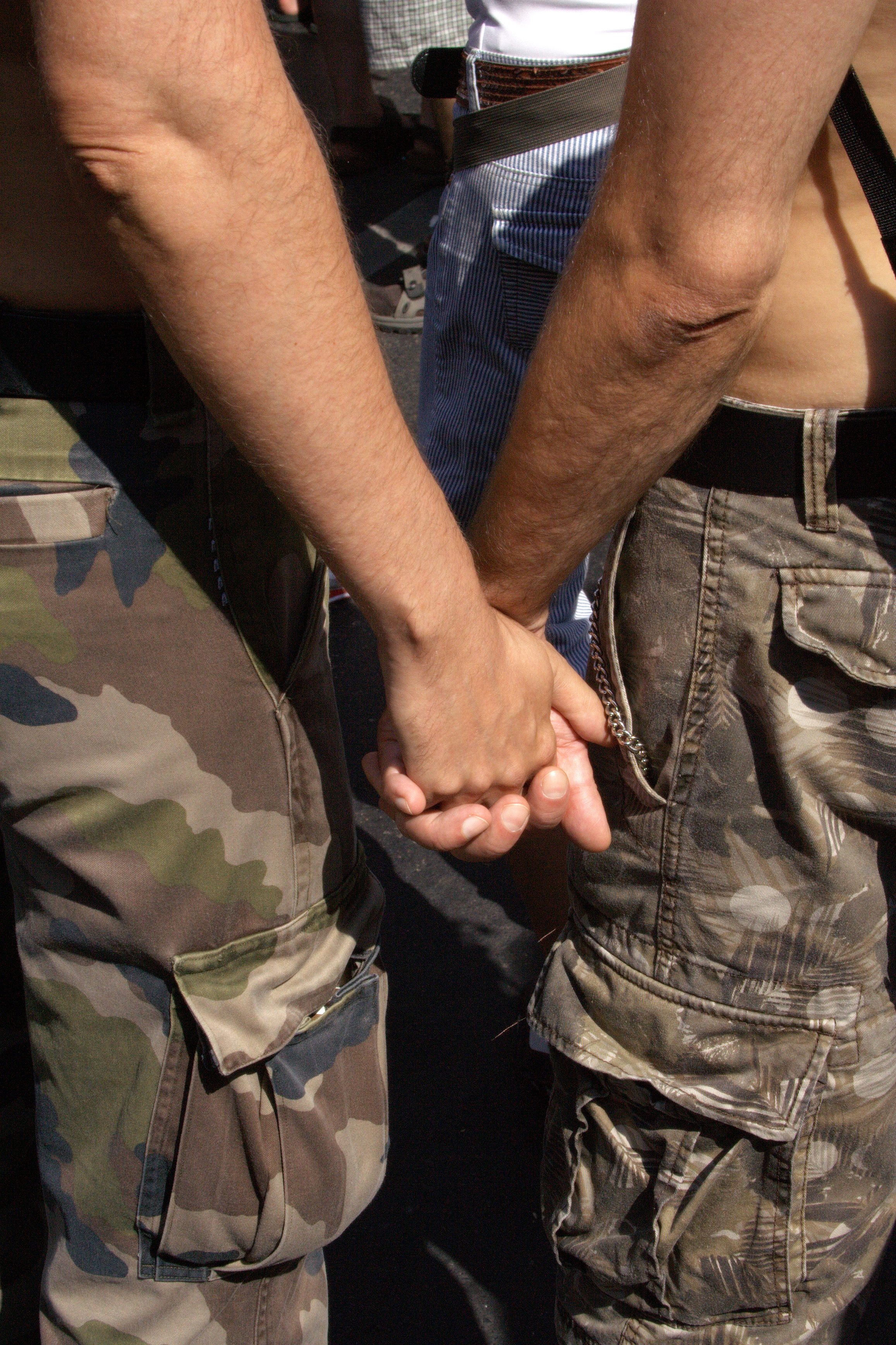
Pareja gay tomada de la mano

Los adolescentes homosexuales, además de tener que lidiar con los problemas y tareas propias de este período y enfrentar la crisis que esto implica, deben enfrentarse a la discriminación y los mensajes violentos en sus familias, grupo de amigos, y la sociedad en general. Todo lo anterior significa un gran riesgo, y, al respecto, los estudios enfatizan:
- Hasta un 50% de los jóvenes homosexuales masculinos afirman haber sentido rechazo de sus padres a causa de su orientación.[9]
  - De igual modo, muchos también se ven aislados por sus amigos y miembros de sus comunidades religiosas, hostigados y atacados por sus pares en la escuela y humillados por la sociedad.[10]
- Alta tasa de abandono de hogar.[11]
  - Muchos de los adolescentes que abandonan sus hogares terminan prostituyéndose para poder alimentarse y mantenerse, además de sufrir agresión verbal y física por parte de sus pares. Reportes norteamericanos muestran que el 83% de los adolescentes homosexuales sufre hostigamiento verbal por su orientación sexual y el 42% ha sido físicamente agredido.
- Mayores tasas de dificultades de comportamientos; conductas sexuales de riesgo y uso y abuso de drogas.[12]
- Con respecto a patologías psiquiátricas, se observan más síndromes depresivos, crisis de pánico y trastornos de ansiedad generalizada que en sus pares heterosexuales.[13]
- Altas tasas de suicidios.[10] Reportes norteamericanos dan cuenta que gais y lesbianas jóvenes intentan suicidios de dos a tres veces más que sus pares heterosexuales.

Además, entre las más frecuentes preocupaciones en los adolescentes homosexuales están: Sentirse diferentes a sus compañeros, culpables por su orientación sexual; preocupaciones acerca de cómo reaccionará la familia, el grupo de amigos, y por contraer SIDA a causa del VIH o alguna infección de transmisión sexual (ITS).

### Salir del armario
Entre los momentos más complicados para el adolescente homosexual es salir del armario (en el mundo anglosajón se denomina Coming out); es decir, confesar la atracción sexual y afectiva, e identidad gay, lesbiana o bisexual con su entorno.
Al respecto, los estudios concluyen que, cuando los adolescentes homosexuales hablan con sus padres las respuestas varían desde una cálida aceptación hasta una abierta hostilidad. Una publicación de 1993 con 129 adolescentes gais y lesbianas revela que un 42% de las chicas y 30% de los hombres recibió una respuesta negativa y hostil por parte de sus familias a la hora de revelarse. De igual modo, estudios publicados en el 2007 muestran que casi la mitad de los muchachos que viven en la calle en EE. UU. son gais, ya que los padres los echaron de casa cuando se enteraron de su orientación sexual. No existen hasta el momento estudios similares en países hispanohablantes.

### Rechazo y tolerancia
Un cuestionario creado por el Dr. Francisco Miras Martínez en el 2001 hacia unos adolescentes de España de 16 – 18 años (939 varones y 1050 mujeres) que tiene por finalidad el conocer el estado de opinión y hábitos de comportamiento sexual y ofrecer la posibilidad de analizar los cambios que se vayan produciendo en la sexualidad la cual pocas veces queda expresamente definida, o porque se da por hecho que es entendido, o porque cualquier acto erótico con otra persona está ligado específicamente al término “relación sexual”
El cuestionario se basó en ocho criterios internos y externos presentados a los sujetos, comprobando así en que medida aceptaban o rechazaban para regular o moderar la relación sexual, que son:
Interno: La búsqueda del propio placer sexual, atracción mutua, amor que nace y se acrecienta entre dos personas y compromiso de que lleguen a ser “compañeros sentimentales”.
Externos: Compromiso matrimonial, tolerancia sexual absoluta, valores de orden social y cultural, y valores de orden religioso y moral.
El cuestionario en el entorno social concluyó sobre una tendencia social que se produce en la aprobación y tolerancia de la libertad y actitudes en cuanto a las relaciones sexuales en los adolescentes, por la cual las chicas obtienen una mínima cantidad de rechazo y una máxima cantidad de tolerancia dentro de las relaciones sexuales, concluyendo que los chicos obtienen un mayor rechazo y menos tolerancia que la chicas.

## Vida en la escuela

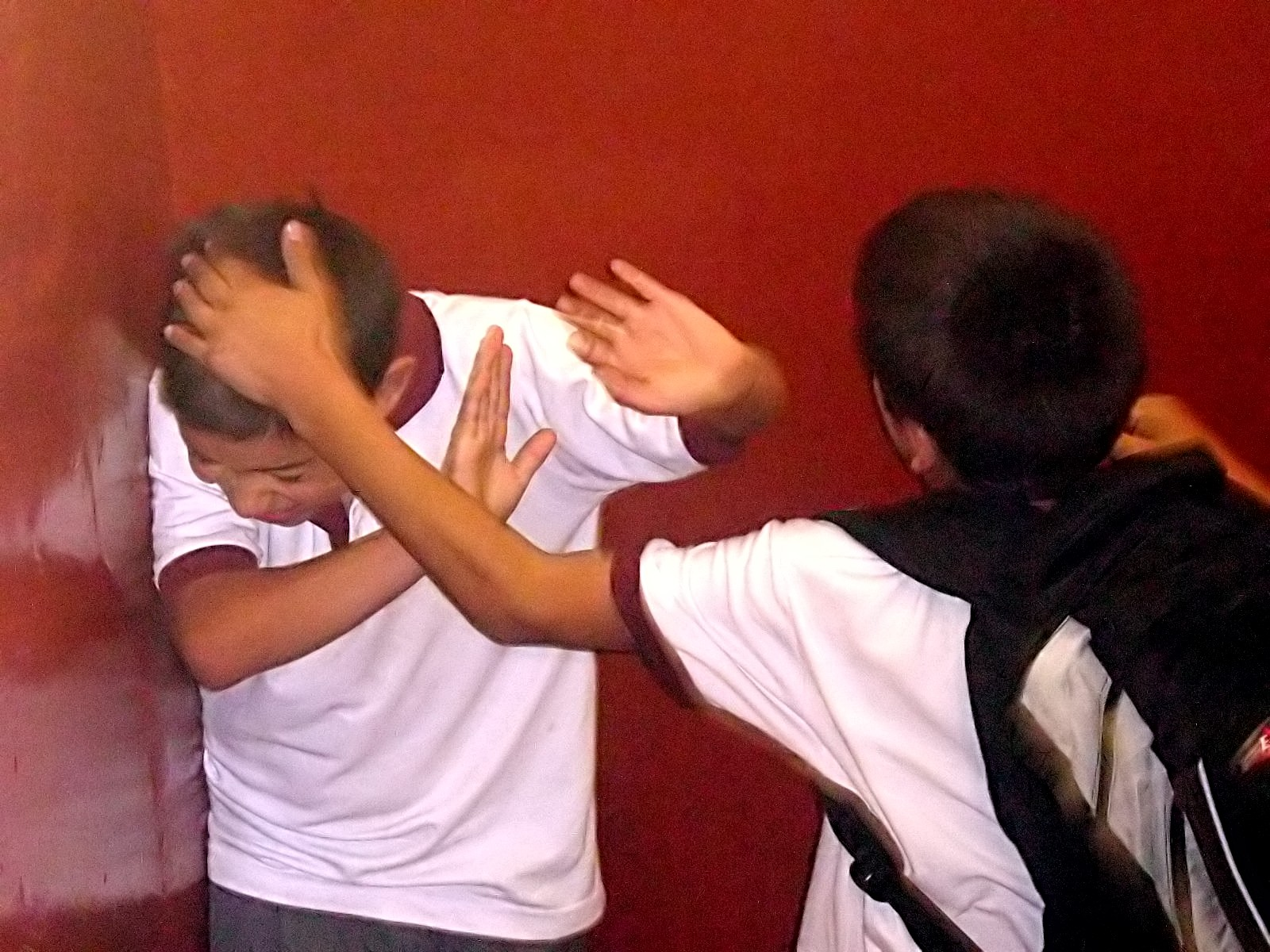
El acoso escolar puede también ser físico.

### Acoso escolar homofóbico
El acoso escolar homofóbico o gay bashing se refiere a cualquier clase de daños hacia las personas, tanto, psicológico, físico y moral por tener o aparentar tener una orientación sexual diferente. Obstáculos y aislaciones definen la violencia escolar,- Ángela Gabàs Gasa afirma en “El fenómeno de la exclusión social” “los obstáculos que encuentran determinadas personas para participar plenamente en la vida social, viéndose privadas de alguna o varias de las opciones consideradas como fundamentales para su desarrollo humano”.